# Juwan Staten
Juwan Staten (Dayton, Ohio, 21 de mayo de 1992) es un jugador de baloncesto estadounidense que pertenece a la plantilla del BC Souffelweyersheim de la Pro B, la segunda categoría del baloncesto de Francia. Con 1,85 metros de estatura, juega en la posición de base.

## Trayectoria deportiva

### Universidad
Jugó una temporada con los Flyers de la Universidad de Dayton, en la que promedió 8,5 puntos, 2,1 rebotes y 5,4 asistencias por partido, que le valieron para ser incluido en el mejor quinteto de novatos de la Atlantic 10 Conference.
En 2011 fue transferido a los Mountaineers de la Universidad de Virginia Occidental, donde tras cumplir el preceptivo año en blanco que impone la NCAA, jugó tres temporadas más, en las que promedió 13,4 puntos, 3,8 rebotes y 4,6 asistencias por partido. Fue incluido en sus dos últimas temporadas en el mejor quinteto de la Big 12 Conference, y también en el mejor quinteto defensivo de 2014.

### Profesional
Tras no ser elegido en el Draft de la NBA de 2015, fue invitado por Sacramento Kings para disputar las Ligas de Verano de la NBA, aunque sólo llegó a disputar un partido por unas molestias en la rodilla. En el mes de septiembre firmó con los Golden State Warriors para disputar la pretemporada, pero fue despedido antes del comienzo de la temporada tras disputar un único partido de preparación. El 2 de noviembre fue adquirido por los Santa Cruz Warriors como afiliado de Golden State. Jugó trece partidos, en los que promedió 8,9 puntos y 3,7 asistencias, hasta que el 31 de diciembre fue traspasado a los Delaware 87ers a cambio de una quinta ronda del draft de 2016. El 23 de febrero de 2016 fue despedido, tras disputar 15 partidos en los que promedió 6,7 puntos y 4,1 asistencias.
El 5 de abril fichó por el Belfius Mons-Hainaut de la liga belga, donde acabó la temporada promediando 10,7 puntos y 3,5 asistencias por partido. En septiembre fichó por el Salon Vilpas Vikings de la liga finesa.